# Gracemere
Gracemere is een plaats in de Australische deelstaat Queensland en telt 4454 inwoners (2006).